# Philadelphia Founders 2023
Questa voce raccoglie le informazioni riguardanti i Philadelphia Founders nelle competizioni ufficiali della stagione 2023.

## Stagione
I Philadelphia Founders partecipano al loro primo campionato NVA. Si classificano al sesto posto in American Conference, restando fuori dai play-off scudetto.

## Organigramma societario
Area direttiva
- Presidente: Andrew Lee

Area tecnica
- Allenatore: Patrick Padilla

## Rosa
| N° | Nome                   | Ruolo | Data di nascita   | Nazionalità sportiva |
| -- | ---------------------- | ----- | ----------------- | -------------------- |
| 1  | Piotr Namiotko         | O     | 21 marzo 1997     | Stati Uniti          |
| 2  | Krys Pescinski         | C     | 3 maggio 1992     | Stati Uniti          |
| 3  | Bryan Lee              | L     | 3 novembre 1994   | Stati Uniti          |
| 4  | Daniil Paraskevov      | S     | 9 settembre 1995  | Stati Uniti          |
| 5  | Ronald Dunn            | P     | 31 dicembre 1992  | Stati Uniti          |
| 6  | Nate Reynolds          | C     | 31 dicembre 1992  | Stati Uniti          |
| 7  | Sean Dillon            | C     | 25 giugno 1998    | Stati Uniti          |
| 8  | Kohlbe Anderson        | C     | 12 luglio 2002    | Stati Uniti          |
| 9  | Ryan Schickling        | S     | 24 gennaio 1996   | Stati Uniti          |
| 10 | Kyle Honey             | O     | 28 settembre 1994 | Stati Uniti          |
| 12 | Brandon Buck           | S     | 3 settembre 1995  | Stati Uniti          |
| 13 | Brennan Davis          | P     | 19 aprile 1999    | Stati Uniti          |
| 15 | Langston Payne         | C     | 1º aprile 1996    | Stati Uniti          |
| 16 | Jordan Robinson        | L     | 16 maggio 1992    | Stati Uniti          |
| 17 | Vothom Lu              | C     | 24 giugno 1998    | Stati Uniti          |
| 18 | Dynamite-Jones Faagata | O     | 10 dicembre 1995  | Stati Uniti          |
| 19 | Michael Lewis          | S     | 14 giugno 1995    | Stati Uniti          |
| 20 | Anthony LeBlanc        | C     | 11 febbraio 2001  | Stati Uniti          |
| 21 | Brendan Spulnick       | S     | 12 novembre 2000  | Stati Uniti          |
| 22 | Caden Satterfield      | S     | 20 giugno 2001    | Stati Uniti          |
| 44 | Jeffrey Nelson         | S     | 12 agosto 1996    | Stati Uniti          |

## Statistiche

### Statistiche di squadra
| Competizione | Punti | In casa | In casa | In casa | In trasferta | In trasferta | In trasferta | Totale | Totale | Totale |
| Competizione | Punti | G       | V       | P       | G            | V            | P            | G      | V      | P      |
| ------------ | ----- | ------- | ------- | ------- | ------------ | ------------ | ------------ | ------ | ------ | ------ |
| NVA          | 3     | -       | -       | -       | -            | -            | -            | 10     | 1      | 9      |
| Totale       | -     | -       | -       | -       | -            | -            | -            | 10     | 1      | 9      |

G = partite giocate; V = partite vinte; P = partite perse

### Statistiche dei giocatori
Dati non disponibili.